# Nephelium
Nephelium L. è un genere di piante appartenente alla famiglia Sapindaceae.

## Tassonomia
Il genere comprende le seguenti specie:
- Nephelium aculeatum Leenh.
- Nephelium compressum Radlk.
- Nephelium costatum Hiern
- Nephelium cuspidatum Blume
- Nephelium daedaleum Radlk.
- Nephelium hamulatum Radlk.
- Nephelium havilandii Leenh.
- Nephelium hypoleucum Kurz
- Nephelium juglandifolium Blume
- Nephelium lappaceum L.
- Nephelium laurinum Blume
- Nephelium macrophyllum Radlk.
- Nephelium maingayi Hiern
- Nephelium meduseum Leenh.
- Nephelium melanomiscum Radlk.
- Nephelium melliferum Gagnep.
- Nephelium papillatum Leenh.
- Nephelium ramboutan-ake (Labill.) Leenh.
- Nephelium reticulatum Radlk.
- Nephelium subfalcatum Radlk.
- Nephelium toong Raoul & Sagot ex Crevost & Lemarie
- Nephelium topengii (Merr.) H.S.Lo
- Nephelium uncinatum Radlk. ex Leenh.